# Holothyrida
Holotiridele (Holothyrida, cunoscute anterior ca Tetrastigmata) este un ordin mic (cu circa 15-25 specii) de acarieni prădători de talie mare (pană la 7 mm) cu două perechi de spiracule  (stigme respiratorii): o pereche pe a treia coxă, altă pereche în spatele coxei a patra. Holotiridele au fost anterior cunoscuți sub numele de Tetrastigmata (cu 4 perechi de stigme) în ciuda faptului că aceștia au doar două perechi de stigme.
Holotiridele sunt răspândite în Australia, Noua Zeelandă, insulele din Oceanul Pacific și Oceanul Indian și în neotropice (zonele tropicale ale Americii). Sunt găsiți sub pietre sau în humus, în pădurile tropicale. 
Corpul este împărțit în gnatosomă și idiosomă. Au o lungime de circa 2-7 mm. Holotiridele sunt acarieni moderat sau intens sclerotizați cu picioare lungi și un corp oval, care nu prezintă subdiviziuni vizibile. Corpul este protejat dorsal și ventral de scuturi chitinoase puternice. Sunt acarieni mari de pradă,  dar pot fi și necrofagi hrănindu-se mai ales cu hrană solidă: izopode oniscide (Oniscidea) moarte și amfipode. Stadiile ciclului de viață cuprind larva, protonimfa, deutonimfa, tritonimfa și adulții. 
Holotiridele sunt strâns legate de Ixodide. Ele au o zonă senzorială pe prima pereche de picioare care seamăna cu organul Haller al ixodidelor.
Acești acarieni sunt implicați în intoxicațiile păsărilor de curte și a oamenilor. 
Holotiridele cuprind 3 familii, 6-10 genuri și circa 15-25 specii.
Familiile ordinului Holothyrida: 
1. Allothyridae - răspândite în Australia, Noua Zeelandă.
2. Neothyridae - răspândite în zonele tropicale ale Americii de Sud.
3. Holothyridae - răspândite în insulele din Oceanul Pacific și Oceanul Indian.